# Burgruine Grimnitz
Die Burgruine Grimnitz ist die Ruine einer Höhenburg auf einer sandigen Erhebung im Joachimsthaler Ortsteil Grimnitz. Sie war eine romanische Grenzburg der Askanier zur Uckermark. Später wurde sie erster von mehreren Standorten der Grimnitzer Glashütte. Heute sind von der Burg noch ein Kellergewölbe, umgebende Mauerfundamente und Außenanlagen erhalten.
Das genaue Alter der Burg konnte bislang nicht festgestellt werden. Die erste bekannte urkundliche Erwähnung der Burg erfolgte im Jahr 1297. Unter Historikern besteht jedoch Einigkeit, dass die Burg bereits unter den gemeinsam regierenden askanischen Markgrafen Johann I. und Otto III. von Brandenburg bestand und diesen als Jagdsitz am Rand der Schorfheide diente. Strategisch sicherte die Burg die zwischen Werbellinsee und Grimnitzsee verlaufende Straße in Richtung Uckermark und Pommern. Mit der Erbteilung zwischen Johann I. und Otto III. gelangte die Burg Grimnitz im Zuge der Landesteilung an die johannische Linie und wurde bevorzugter Jagdsitz von Otto IV. Auch dessen Nachfolger bis zu Waldemar dem Großen hielten sich regelmäßig in Grimnitz auf. Danach wurde es vorübergehend still und die Burganlage verfiel ab 1340. Erst 1514 unter Kurfürst Joachim I. wurde die Burganlage wieder in Stand gesetzt und in der Folge durch den Baumeister Caspar Theiss modernisiert. 1529 wurde auf Grimnitz der Erbvertrag zwischen Brandenburg und Pommern unterzeichnet. Im Dreißigjährigen Krieg wurde die Burg schwer beschädigt und teilweise zerstört. Im 18. Jahrhundert wurde sie endgültig dem Verfall preisgegeben. 1860 wurde sie von einem Baustoffhändler auf Abbruch erworben. Dessen Erben schenkten die Burgruine 1885 dem deutschen Kaiser Wilhelm I.
Der Aufbau der Glashütte in Grimnitz erfolgte unter Kurfürst Johann Georg durch dessen Leibarzt und Hofalchimisten Leonhard Thurneysser in der Zeit zwischen 1571 und 1584. Der Sitz der Grimnitzer Glashütte wurde zunächst in Joachimsthal mehrfach verlegt und gelangte dann über Althüttendorf nach Neugrimnitz nördlich von Althüttendorf.
Heute ist die Burg Eigentum des Grimnitzer Glashüttenvereins.